# Quercus phillyreoides
Quercus phillyreoides A.Gray – gatunek rośliny z rodziny bukowatych (Fagaceae Dumort.). Występuje naturalnie w Japonii, na Półwyspie Koreańskim oraz Chinach (w prowincjach Anhui, Fujian, Guangdong, Kuejczou, Henan, Hubei, Hunan, Jiangxi, Shaanxi, Syczuan, Junnan i Zhejiang, a także w regionie autonomicznym Kuangsi).

## Morfologia
PokrójZimozielone drzewo lub krzew. Dorasta 10 m wysokości. Kora jest łuszcząca się i ma szarą lub białą barwę.
LiścieBlaszka liściowa ma kształt od eliptycznego do owalnego lub odwrotnie jajowatego. Mierzy 2–6 cm długości oraz 1,5–3 cm szerokości, jest piłkowana na brzegu, ma nasadę od sercowatej do zaokrąglonej i krótko spiczasty lub ostro zakończony wierzchołek. Ogonek liściowy jest owłosiony i ma 3–5 mm długości.
OwoceOrzechy zwane żołędziami o elipsoidalnym kształcie, dorastają do 10–20 mm długości i 3–4 mm średnicy. Osadzone są pojedynczo w miseczkach w kształcie kubka, które mierzą 6–8 mm długości i 10–12 mm średnicy. Orzechy otulone są w miseczkach do 35–50% ich długości.

## Biologia i ekologia
Rośnie w lasach mieszanych. Występuje na wysokości do 1200 m n.p.m. Kwitnie od marca do kwietnia, natomiast owoce dojrzewają od września do października.